# Dicladispa usambarica
Dicladispa usambarica es una especie de insecto coleóptero de la familia Chrysomelidae.
Fue descrita científicamente en 1898 por Julius Weise.